# Expansiones de Edgeworth
La Serie de Gram–Charlier A (nombrada en honor a Jørgen Pedersen Gram y Carl Charlier), y la serie de Edgeworth (en honor a Francis Ysidro Edgeworth) son series que aproximan una distribución de probabilidad en términos de sus cumulantes. Las series son la misma, pero el orden de sus términos varían (y por consiguiente su exactitud para truncar la serie).

## Serie de Gram–Charlier A
La idea fundamental de estas expansiones es escribir una función característica con función de densidad de probabilidad que se aproxime en términos de la función característica de una función de una distribución con propiedades conocidas y recuperar la función inicial mediante la inversa de la transformada de Fourier.
Sea f la función característica de la distribución cuya función de densidad es F, y κr sus cumulantes. Se expande en términos de una distribución conocida con densidad de probabilidad {\displaystyle \Psi }, función característica {\displaystyle \psi } y cumulantes estándarγr. Es común escoger la distribución normal como {\displaystyle \Psi }, pero también es posible escoger otras. Por definición de los cumulantes se tiene la siguiente identidad:
{\displaystyle f(t)=\exp \left[\sum _{r=1}^{\infty }(\kappa _{r}-\gamma _{r}){\frac {(it)^{r}}{r!}}\right]\psi (t)\,.}
Por las propiedades de la transformada de Fourier, (it)rψ(t) es la transformada de Fourier de (−1)r Dr {\displaystyle \Psi }(x), donde D es el operador diferencial respecto a x. Por tanto, se obtiene para F la expansión
{\displaystyle F(x)=\exp \left[\sum _{r=1}^{\infty }(\kappa _{r}-\gamma _{r}){\frac {(-D)^{r}}{r!}}\right]\Psi (x)\,.}
Si se elige {\displaystyle \Psi } como la normal con media y varianza dadas por F, es decir, media μ = κ1 y varianza σ2 = κ2, entonces la expansión es
{\displaystyle F(x)=\exp \left[\sum _{r=3}^{\infty }\kappa _{r}{\frac {(-D)^{r}}{r!}}\right]{\frac {1}{{\sqrt {2\pi }}\sigma }}\exp \left[-{\frac {(x-\mu )^{2}}{2\sigma ^{2}}}\right]\,.}
Al expandir el exponencial y agrupando lo términos según el orden de las derivadas se obtiene la serie de Gram–Charlier A. Al incluir solo primeros dos términos de corrección de la normal se obtiene
{\displaystyle F(x)={\frac {1}{{\sqrt {2\pi }}\sigma }}\exp \left[-{\frac {(x-\mu )^{2}}{2\sigma ^{2}}}\right]\left[1+{\frac {\kappa _{3}}{3!\sigma ^{3}}}H_{3}\left({\frac {x-\mu }{\sigma }}\right)+{\frac {\kappa _{4}}{4!\sigma ^{4}}}H_{4}\left({\frac {x-\mu }{\sigma }}\right)\right]\,,}
con H3(x) = x3 − 3x y
H4(x) = x4 − 6x2 + 3 (Polinomios de Hermite).
Nótese que esta expresión no es necesariamente positiva y por lo tanto, no es una distribución de probabilidad válida. La serie de Gram–Charlier A diverge en muchos casos. La serie converge solo si F(x) decrece más rápido que exp(−x2/4) hacia infinito (Cramér 1957). Cuando no converge, la serie no puede ser una serie asintótica porque no es posible estimar el error de la expansión. por esta razón, la serie de Edgeworth se prefiere a la de Gram–Charlier A.

## Serie de Edgeworth
Edgeworth desarrolló una expansión similar a partir del teorema del límite central. La ventaja de la serie de Edgeworth es que se controla el error, siendo así una verdadera serie asintótica.
Sea {Xi} una secuencia de variables aleatorias independiente e idénticamente distribuidas de media μ y varianza σ2, y sea Yn su suma estandarizada:
{\displaystyle Y_{n}={\frac {1}{\sqrt {n}}}\sum _{i=1}^{n}{\frac {X_{i}-\mu }{\sigma }}.}
Sea Fn la función de distribución acumulada de las variables Yn. Entonces por el teorema del límite central,
{\displaystyle \lim _{n\to \infty }F_{n}(x)=\Phi (x)\equiv \int _{-\infty }^{x}{\tfrac {1}{\sqrt {2\pi }}}e^{-{\frac {1}{2}}q^{2}}dq}
para todo x, siempre que la media y la varianza sean finitas.
Ahora asuma que las variables aleatorias Xi tienen media μ, varianza σ2 y cumulantes de mayor orden κr=σrλr. Expandiendo en términos de la distribución normal estándar
{\displaystyle \Psi (x)={\frac {1}{\sqrt {2\pi }}}\exp(-{\tfrac {1}{2}}x^{2})}
Entonces las diferencias entre cumulantes en la expresión de la función característica fn(t) de Fn son
{\displaystyle \kappa _{1}^{F(n)}-\gamma _{1}=0\,,}
{\displaystyle \kappa _{2}^{F(n)}-\gamma _{2}=0\,,}
{\displaystyle \kappa _{r}^{F(n)}-\gamma _{r}={\frac {\kappa _{r}}{\sigma ^{r}n^{r/2-1}}}={\frac {\lambda _{r}}{n^{r/2-1}}};\quad r\geq 3\,.}
La serie de Edgeworth se desarrolla de manera similar a la de Gram–Charlier A series, solo que ahora los términos se asocian según la potencia de n. Así,
{\displaystyle f_{n}(t)=\left[1+\sum _{j=1}^{\infty }{\frac {P_{j}(it)}{n^{j/2}}}\right]\exp(-t^{2}/2)\,,}
donde Pj(x) es un polinomio de grado 3j. Nuevamente, luego de invertir la transformada de Fourier, la función de distribución Fn es
{\displaystyle F_{n}(x)=\Phi (x)+\sum _{j=1}^{\infty }{\frac {P_{j}(-D)}{n^{j/2}}}\Phi (x)\,.}
Los primeros cinco términos de la expansión son
{\displaystyle {\begin{aligned}F_{n}(x)=&\Phi (x)\\&-{\frac {1}{n^{1/2}}}{\bigg (}{\tfrac {1}{6}}\lambda _{3}\,\Phi ^{(3)}(x){\bigg )}\\&+{\frac {1}{n}}{\bigg (}{\tfrac {1}{24}}\lambda _{4}\,\Phi ^{(4)}(x)+{\tfrac {1}{72}}\lambda _{3}^{2}\,\Phi ^{(6)}(x){\bigg )}\\&-{\frac {1}{n^{3/2}}}{\bigg (}{\tfrac {1}{120}}\lambda _{5}\,\Phi ^{(5)}(x)+{\tfrac {1}{144}}\lambda _{3}\lambda _{4}\,\Phi ^{(7)}(x)+{\tfrac {1}{1296}}\lambda _{3}^{3}\,\Phi ^{(9)}(x){\bigg )}\\&+{\frac {1}{n^{2}}}{\bigg (}{\tfrac {1}{720}}\lambda _{6}\,\Phi ^{(6)}(x)+{\big (}{\tfrac {1}{1152}}\lambda _{4}^{2}+{\tfrac {1}{720}}\lambda _{3}\lambda _{5}{\big )}\Phi ^{(8)}(x)\\&\qquad \quad +{\tfrac {1}{1728}}\lambda _{3}^{2}\lambda _{4}\,\Phi ^{(10)}(x)+{\tfrac {1}{31104}}\lambda _{3}^{4}\,\Phi ^{(12)}(x){\bigg )}\\&+O(n^{-5/2})\,.\end{aligned}}}
Acá Φ(j)(x) es la j-ésima derivada de Φ(·) en x. Blinnikov y Moessner (1998) dieron un algoritmo sencillo para calcular los términos de mayor orden de la expansión.